# Motýl na anténě
Motýl na anténě je jednoaktová divadelní hra Václava Havla z roku 1968. Autor hru připravil pro Československou televizi; získal za ni ocenění za původní televizní hru. Kvůli nástupu normalizace hru natočil až v roce 1990 režisér Ladislav Smoljak. 
Poprvé ji uvedlo Národní divadlo moravskoslezské v Ostravě v režii Petra Mančala 19. října 2002 společně se hrou Sławomira Mrożka Kouzelná noc.
Nejnověji hru představilo divákům Divadlo na Vinohradech ve studiové scéně. Režisér Šimon Dominik do rolí Jeníka, Marie, Tchyně a Pana Bašty obsadil Marka Holého, Janu Kotrbatou, Simonu Postlerovou a Jiřího Maryška. Po úmrtí Postlerové roli převzala Tereza Bebarová.

## Obsah

### Postavy
- Jeník
- Marie
- Tchyně
- Pan Bašta

### Děj
Mladý spisovatel Jeník slaví narozeniny. Kromě jeho manželky Marie a tchyně je přítomen i nový podnájemník, instalatér pan Bašta. Během dlouhého hovoru usne. Jakmile začne ve vedlejší místnosti kapat kohoutek, rodina váhá, zda kvůli tomu instalatéra vzbudit.

## České divadelní inscenace
- 2002  Motýl na anténě (se hrou Kouzelná noc), Národní divadlo moravskoslezské (Zkušebna Divadla Antonína Dvořáka), režie: Petr Mančal, hrají: Jan Hájek, Pavlína Kafková, Veronika Forejtová, Zdeněk Kašpar
- 2010  Motýl na anténě (se hrou Anděl strážný), JAMU (Sklepní scéna divadla Husa na Provázku), režie: Marika Smreková
- 2016  Motýl na anténě, Divadlo F. X. Šaldy, režie: Šimon Dominik, hrají: Martin Polách, Veronika Korytářová, Markéta Tallerová, Jakub Chromeček, Michal Maršík
- 2019  Motýl na anténě (se hrou Audience), Divadlo na Vinohradech (studiová scéna), režie: Šimon Dominik, hrají: Marek Holý, Jana Kotrbatá, Simona Postlerová / Tereza Bebarová, Jiří Maryško